# Vyjayanthi Chari
Vyjayanthi Chari é uma professora indo-americana de matemática na Universidade da Califórnia, Riverside, conhecida pela sua pesquisa em teoria da representação e álgebra quântica.
Chari tem um bacharelato, um mestrado e um doutoramento da Universidade de Mumbai. A sua dissertação foi orientada por Rajagopalan Parthasarathy.
Com Andrew N. Pressley, Vyjayanthi Chari é co-autora do livro, Um Guia para Grupos Quânticos (Cambridge University Press, 1994).
Em 2015, Chari foi eleita fellow da American Mathematical Society.